# Uda-Clocociov
Uda-Clocociov is een Roemeense gemeente in het district Teleorman.
Uda-Clocociov telt 1890 inwoners.